# Richard Caton
Pour les articles homonymes, voir Caton.
Richard Caton né le 26 juillet 1842 à Bradford et mort le 2 janvier 1926 est un scientifique et médecin britannique. Il est le premier, en 1875, à mesurer l'activité neuroélectrique du cortex cérébral en plaçant l'électrode d'un galvanomètre directement en contact avec la surface du cerveau d'animaux craniotomisés. Il montre ainsi que l'activité fonctionnelle (par exemple : la vision) correspond à l'apparition d'une activité electrique dans une zone circonscrite du cortex cérébral.